# سیارک ۹۲۷۲
سیارک ۹۲۷۲ (به انگلیسی: 9272 Liseleje، نامگذاری:1979KQ) نه هزار و دویست و هفتاد و دومین سیارک کشف شده‌است که در ۱۹ مه ۱۹۷۹ کشف شد.